# Sosina
Sosina (zwany również Zalew Sosina, Zbiornik Sosina) – zbiornik poeksploatacyjny położony w Jaworznie, na terenie Jaworznicko-Chrzanowskiego Okręgu Przemysłowego (Zagłębie Krakowskie).
Zbiornik ma powierzchnię 50 ha, natomiast 30 ha zajmuje kompleks leśno-łąkowy położony wokół zbiornika. Woda w zbiorniku Sosina posiada drugą klasę czystości. W środkowej części zbiornika, na niewielkiej wyspie istnieje rezerwat ptactwa wodnego. Ukształtowanie dna i linii brzegowej zalewu stwarza bardzo dogodne warunki do uprawiania sportów wodnych. W południowo-zachodniej części zbiornika znajduje się  strzeżone kąpielisko. Przy kąpielisku znajdują się piaszczyste i trawiaste plaże. Są tu usytuowane m.in. boiska do siatkówki plażowej, wypożyczalnia sprzętu wodnego oraz amfiteatr.
Zalew znajduje się w Kotlinie Biskupiego Boru, na dnie której występują utwory polodowcowe takie jak, piaski fluwiglacjalne, iły i gliny.
Nad zalewem odbywał się Festiwal Energii. Zalew Sosina powstał w latach sześćdziesiątych XX w. na miejscu wyrobiska po zakończeniu wydobycia piasku przez Kopalnię Piasku "Szczakowa".

## Galeria

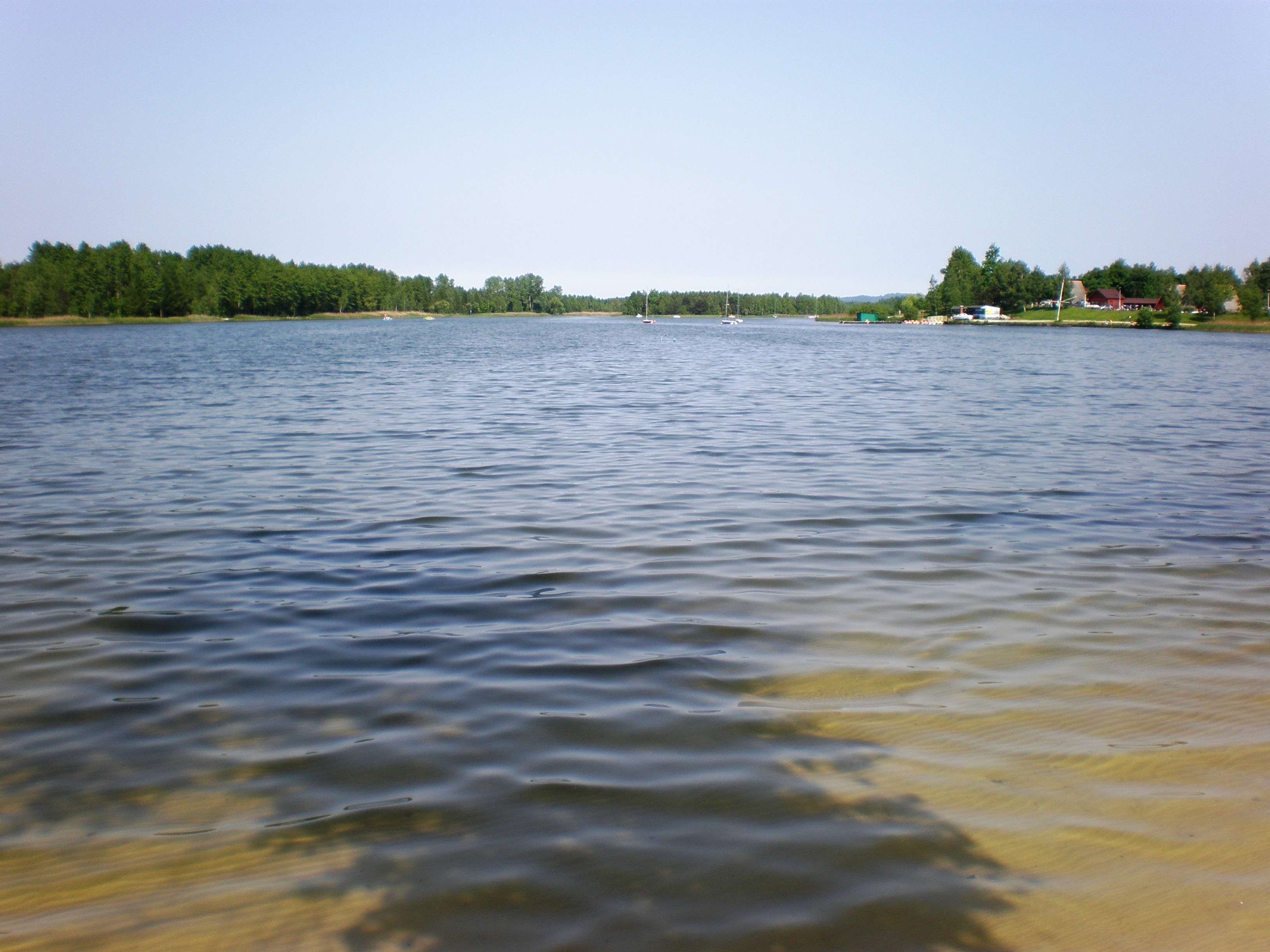
Widok z plaży
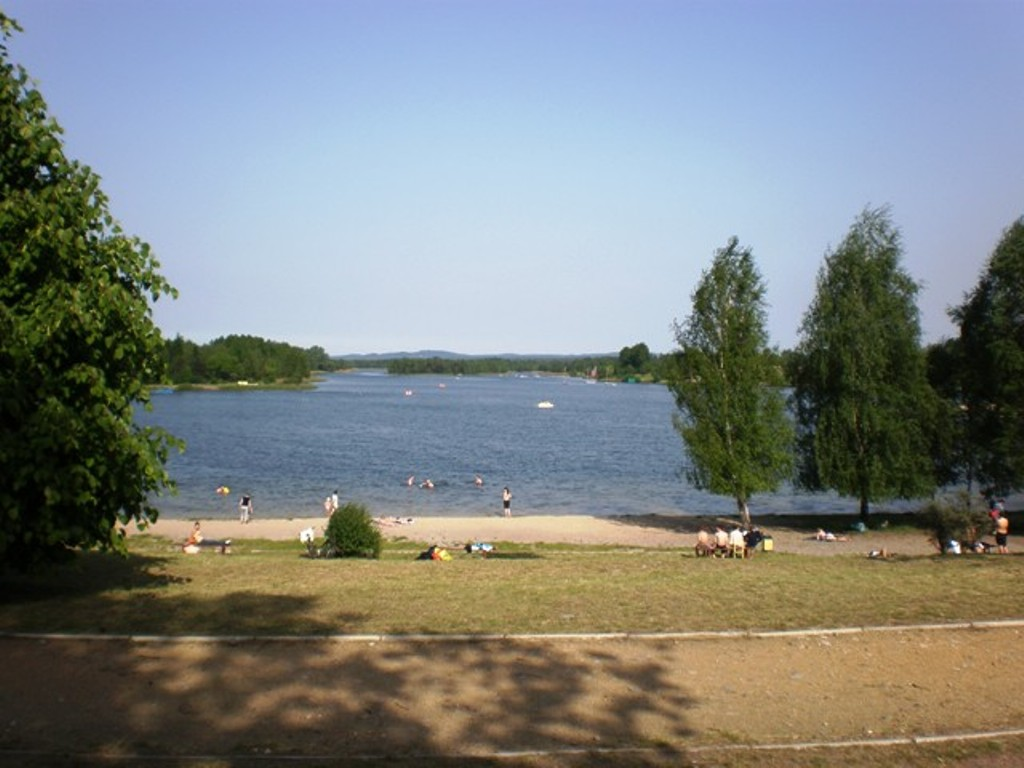
Widok z promenady
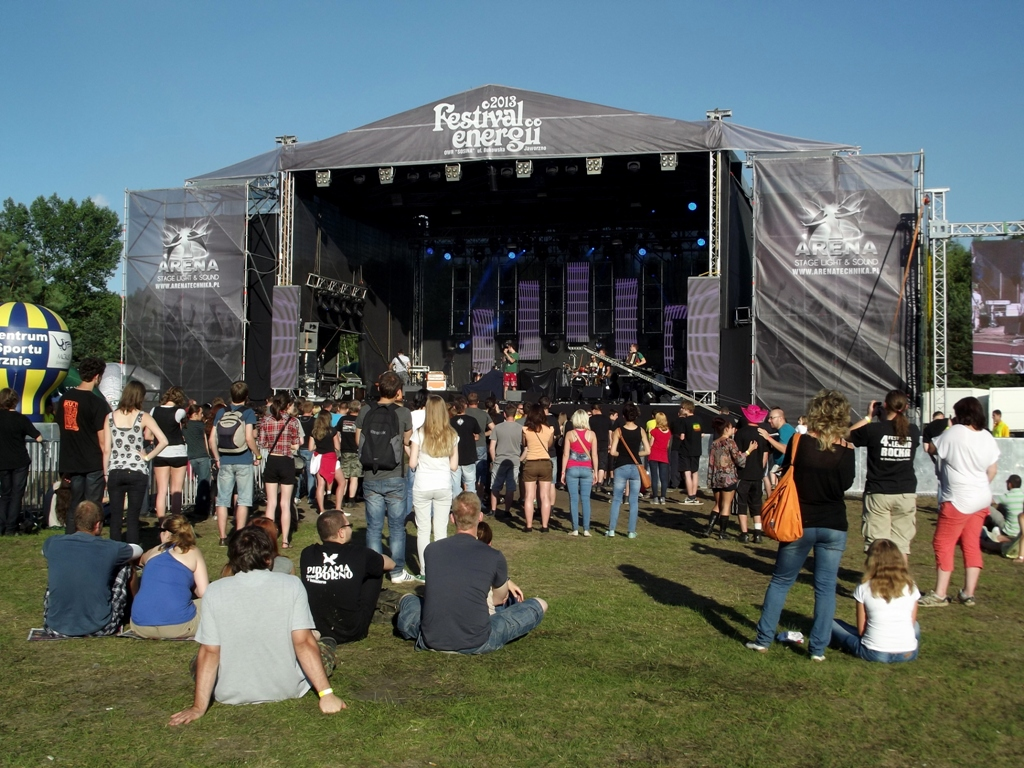
Festiwal Energii odbywający nad zalewem.